# Хайнрих VIII фон Вайда
Хайнрих VIII фон Вайда 'Стари' (на немски: Heinrich VIII von Weida „der Alte“; * ок. 1238; † между 17 септември 1279 и 1280) е фогт на Вайда (1243/1254 – 1279/1280) в окръг Грайц в Тюрингия.

## Произход и наследство
Той е син на Хайнрих VI фон Вайда 'Стари', шериф на Вайда († 1254) и съпругата му графиня Хайлика фон Хардег († 18 септември).
Хайнрих е погребан в манастир Милденфурт при Гера. Линията на фогтите на Вайда свършва през 1531 г.

## Фамилия
Първи брак: с бургграфиня Ирмгард фон Дьобен/Девин (* ок. 1240; † пр. 24 януари 1258, погребана в Милденфурт). Те имат две дъщери:
- Ирмгард фон Вайда († сл. 7 юли 1303), омъжена за Рихард 'Млади' фон дер Даме, кастелан на Глац († 11 септември 1281)
- Хайлика фон Вайда († сл. 1281), омъжена за Рудолф I Шенк фон Фаргула-Таутенбург († сл. 1283)

Втори брак: пр. 19 юни 1258 или 1259 г. със София фон Ваймар-Орламюнде († 1 юли 1258), дъщеря на граф Херман II фон Ваймар-Орламюнде († 1247) и принцеса Беатрис фон Андекс-Мерания († 1271).  Те имат трима сина:
- Хайнрих IX/VIII фон Вайда 'Стари'/Ройс (* ок. 1260; † сл. 28 септември 1316/1320), фогт на Вайда-Орламюнде, женен за фон Лобдебург, дъщеря на граф Хартман VII фон Лобдебург-Лойхтенбург († 1278) и Мехтилд фон Глайхенщайн († 1306), дъщеря на граф Хайнрих I фон Глайхенщайн († 1257)
- Хайнрих фон Вайда/Ройс (* ок. 1262; † сл. 1294), пропст в Ягов (1294) и каплан на маркграфа на Бранденбург
- Хайнрих X/IX фон Вайда 'Млади'/ Ройс (* ок. 1264; † между 22 март и 22 юли 1293), шериф на Вайда, женен за Хедвиг (* ок. 1268; † сл. 1319/8 декември 1331)